# Psychologicum
Psychologicum est un bâtiment universitaire construit sur Siltavuori dans le quartier de Kruununhaka à Helsinki en Finlande.

## Présentation
Le bâtiment a été conçu à l’origine pour abriter le département de physique et il est actuellement utilisé par la Faculté d’éducation dans le cadre du Campus du centre-ville d'Helsinki.
L'idée de construire un bâtiment propre au département de physique a été lancé dans les années 1890  et on sait qu'au moins 12 plans différents ont été élaborés à différents endroits du centre-ville d'Helsinki. 
La réalisation du projet a été compliquée par le décret impérial de 1896, qui a fixé la physique comme chaire propre et donc également certaines conditions pour la construction de l'institut. 
Finalement, Siltavuori a été choisi comme emplacement, notamment en raison de sa luminosité, de son emplacement en hauteur et de ses possibilités d'agrandissement.
L'architecte du bâtiment était Gustaf Nyström, qui avait également réalisé les 12 plans précédents.
Les travaux de construction ont commencé en 1909 et se sont achevés en 1910. 
Le bâtiment a été érigé directement sur le substrat rocheux, ce qui a constitué un avantage pour plusieurs expériences dans le domaine de la physique.
À l’intérieur du bâtiment, on s’est efforcé de séparer les départements de physique théorique et appliquée, comme c’était la coutume en Europe à cette époque. À droite de la porte principale se trouvaient les installations de physique appliquée et à gauche celles de physique théorique,.
Le bâtiment est stylistiquement proche du style néo-classique, et pour être précis, d'une combinaison des styles néo-classique et constructiviste.
À l'origine, le bâtiment possédait également une tour, qui suivait la tendance du style gothique. 
La tour a été démolie dans les années 1930, lorsque le bâtiment a été surélevé d'un étage selon les plans de Gunnar Stenius (fi). 
La tour avait été utilisée, entre autres, pour des mesures météorologiques.
Le bâtiment a été rehaussé dans les années 1960 selon les plans d'Olof Hansson (fi). 
Le Département de physique a quitté le bâtiment en 2001, lorsqu'il a déménagé sur le campus de Kumpula dans son propre bâtiment Physicum.

## Galerie

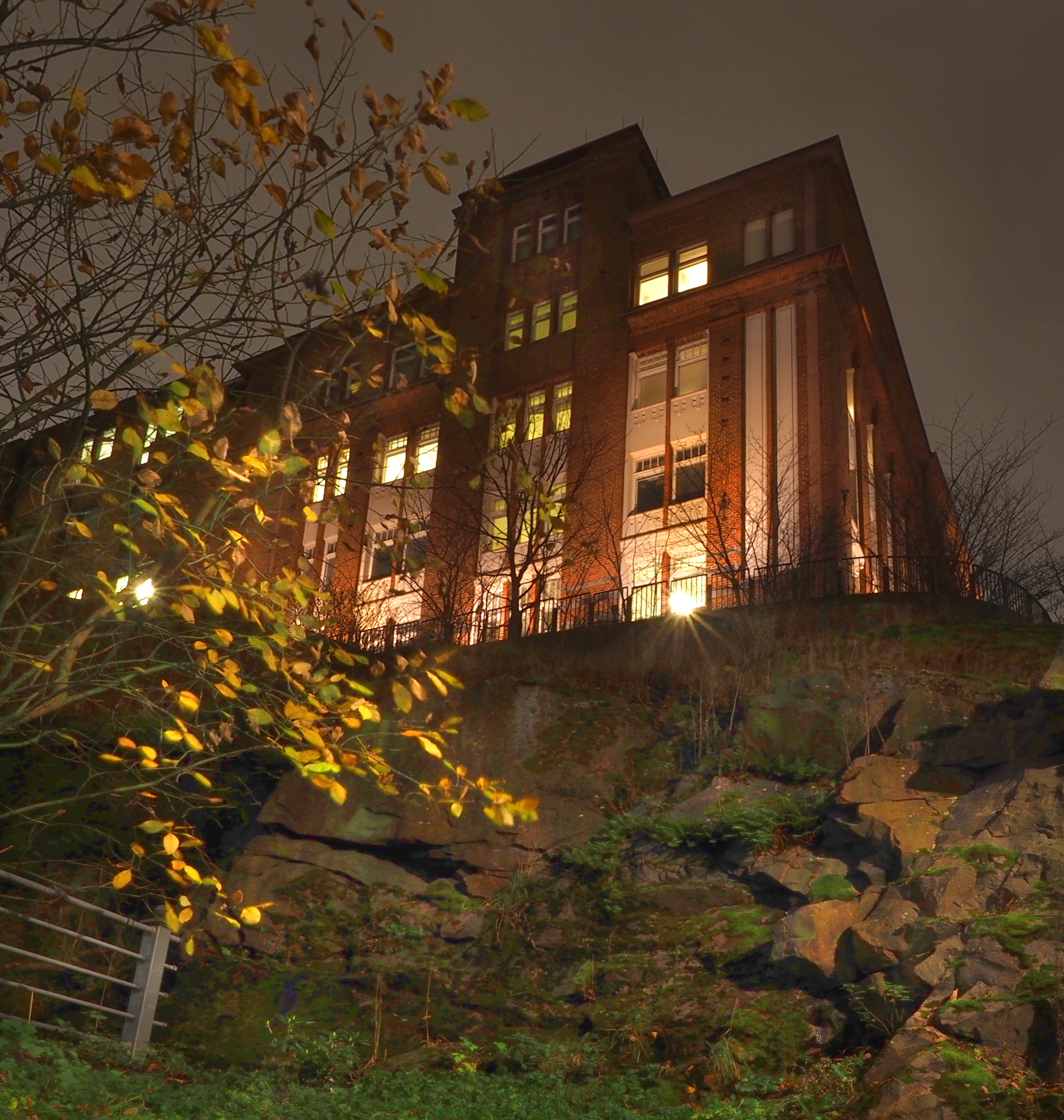
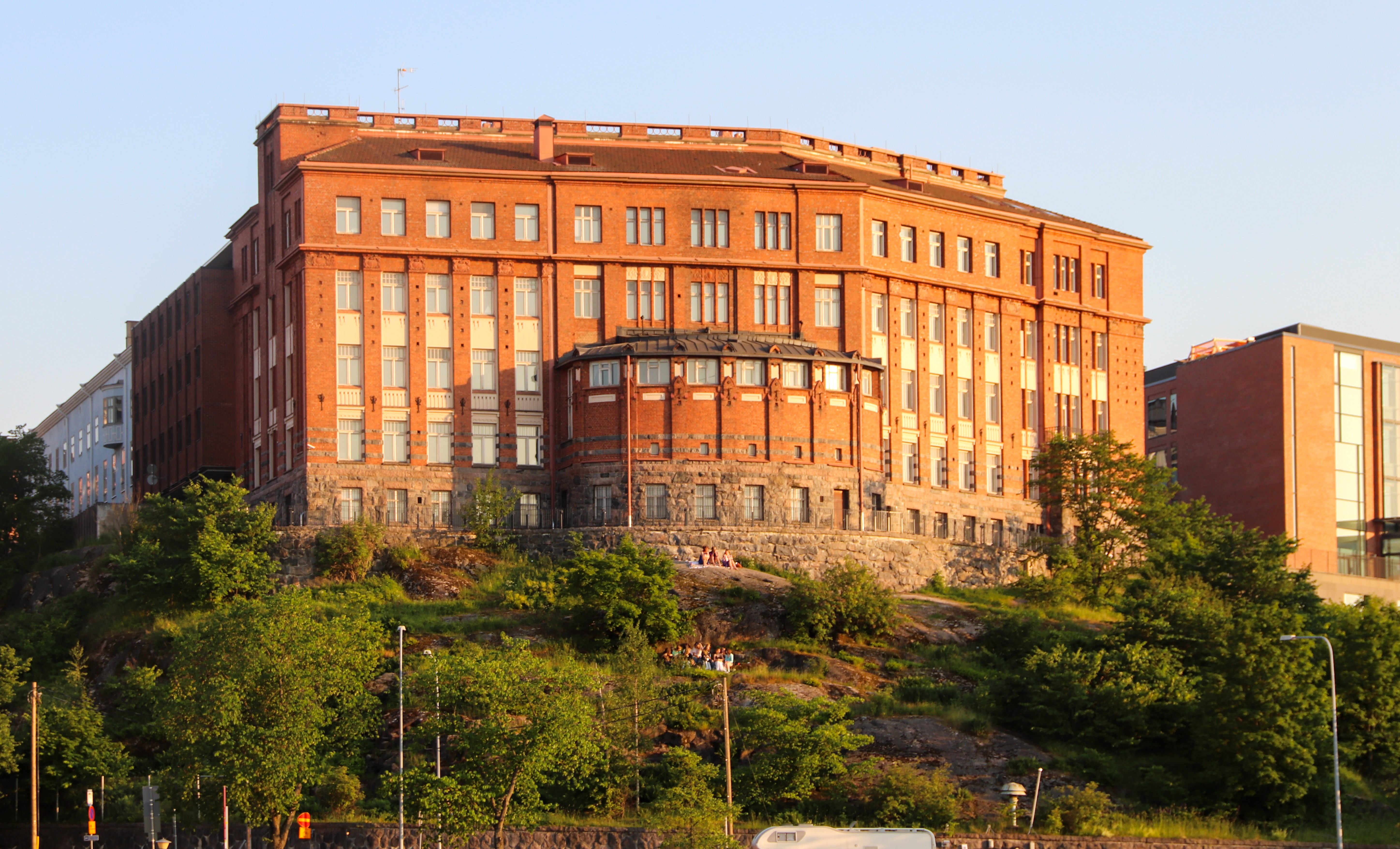
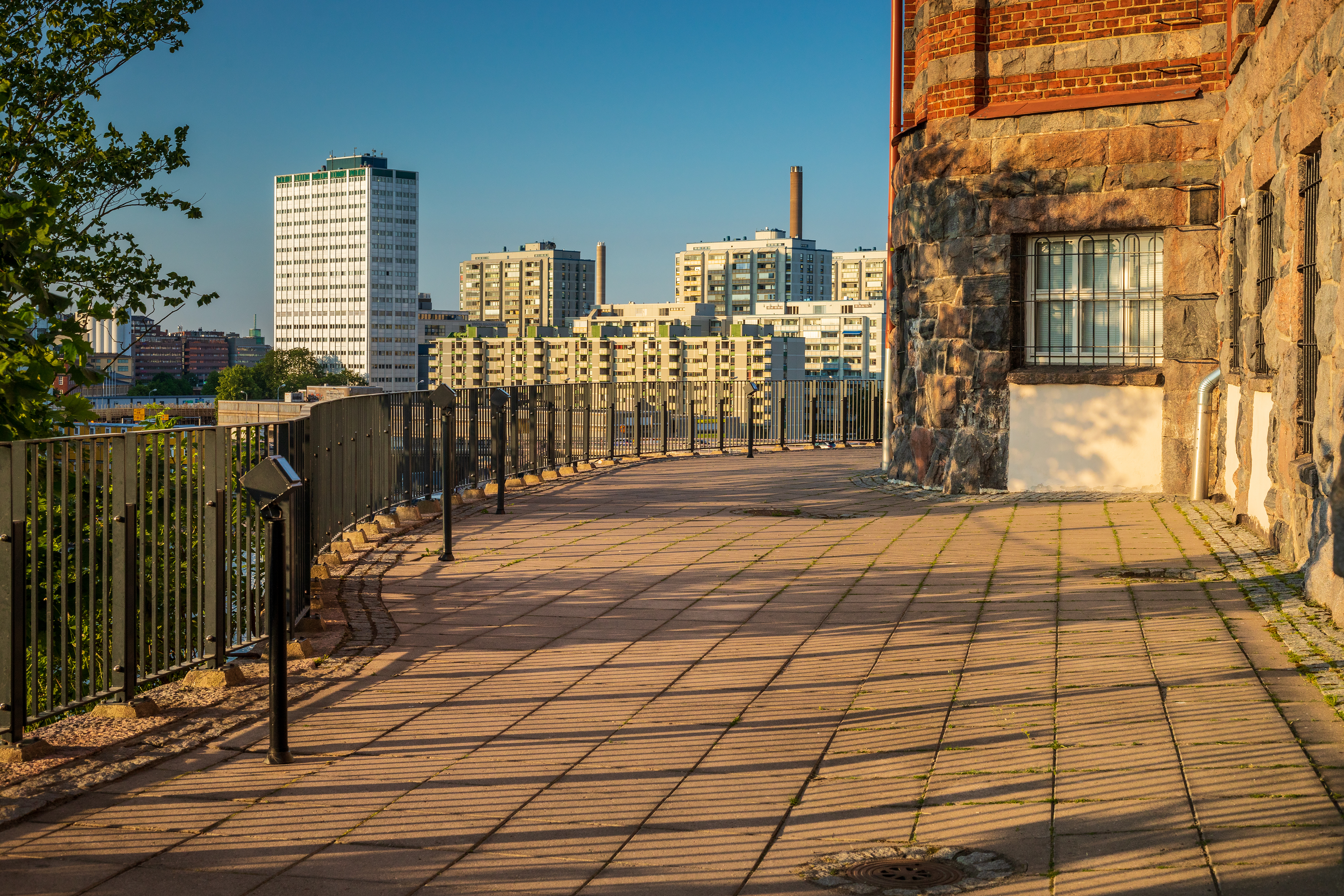
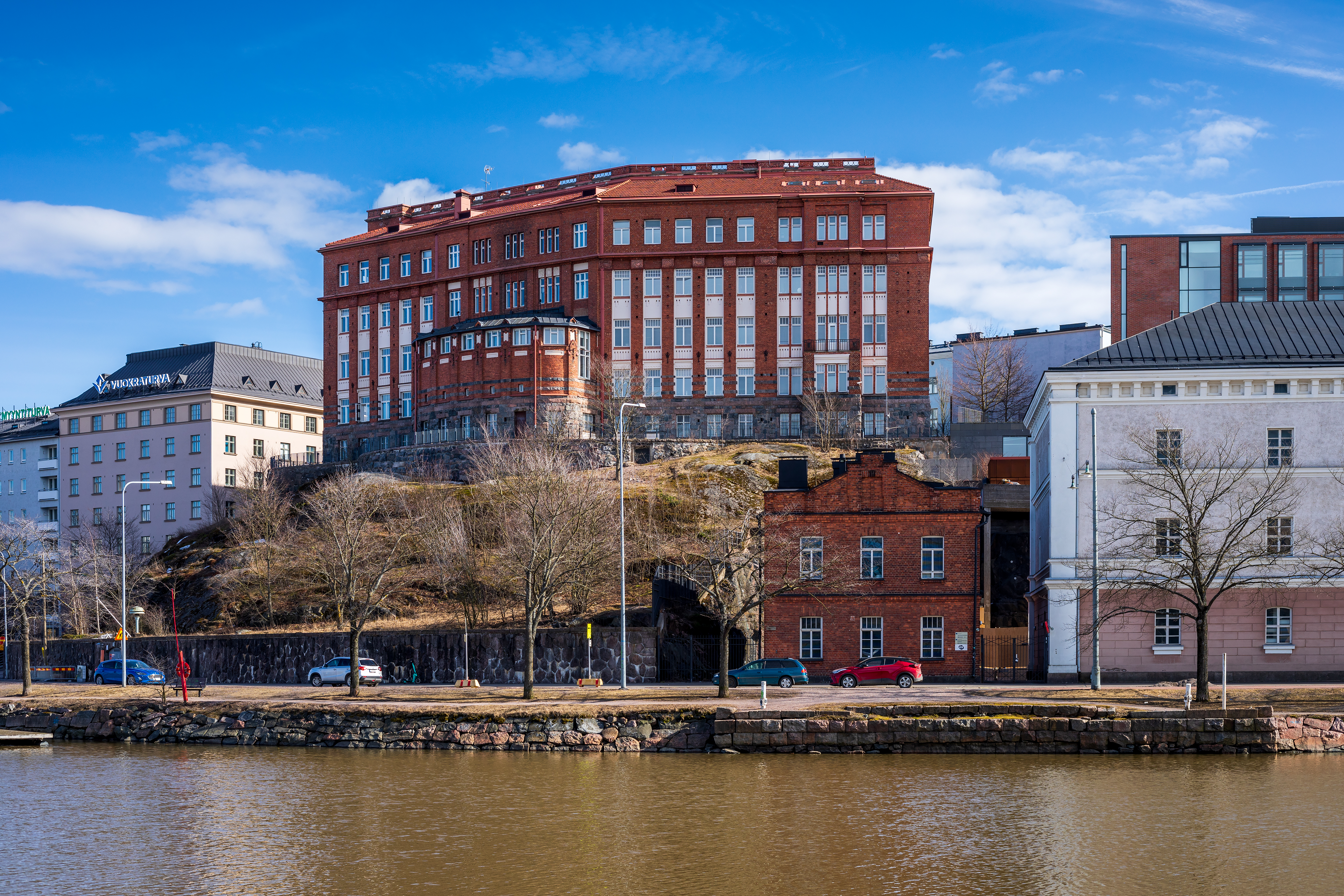
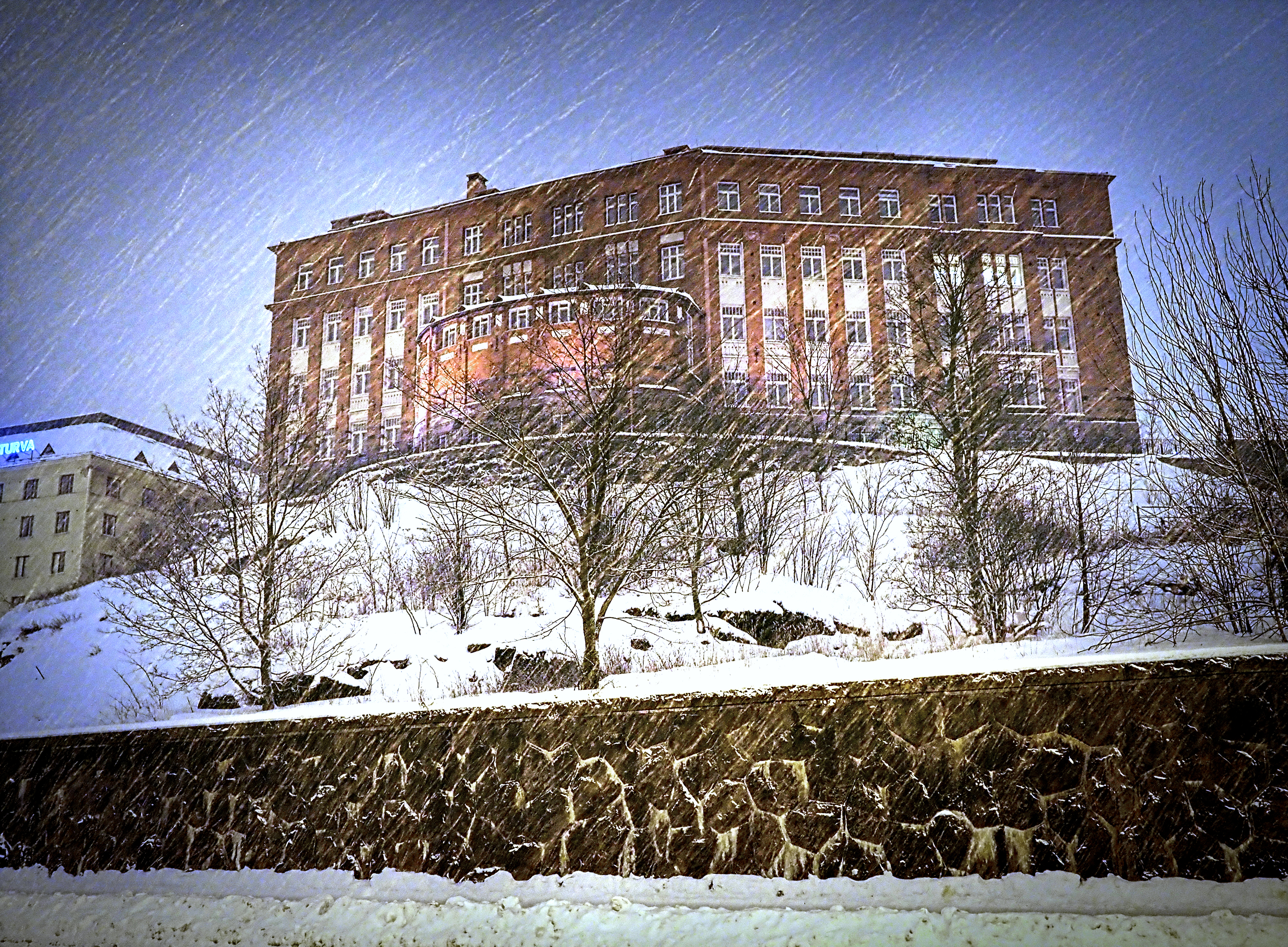